# Bataraza
Bataraza é um município de  primeira classe de renda municipal (d) na província de Palauã, nas Filipinas. De acordo com o censo de 1 de maio  de  2020 possui uma população de 85 439 pessoas e 21 294 domicílios.